# Ossalato di bario
L'ossalato di bario è un sale di bario dell'acido ossalico con formula BaC2O4 è una polvere bianca inodore che viene talvolta utilizzata come colorante pirotecnico verde generalmente usato in composizioni contenenti polvere di magnesio metallico. Il colore della fiamma è ricco e vivido senza donatori aggiuntivi come il cloro. La velocità di combustione di tali composizioni è alta senza ossidanti comunemente usati come nitrati, clorati e perclorati.

## Proprietà
Sebbene ampiamente stabile, l'ossalato di bario può essere reattivo con acidi forti. Lievemente irritante per la pelle, la sostanza è considerata tossica se ingerita, causando nausea, vomito, insufficienza renale e lesioni al tratto gastrointestinale.
È diverso dalla maggior parte dei coloranti pirotecnici in quanto è un agente riducente e non un agente ossidante. È estremamente insolubile in acqua e si converte in forma di ossido quando riscaldato.

## Preparazione
Le materie prime necessarie per preparare l'ossalato di bario sono l'acido ossalico (C2H2O4) e l'idrossido di bario (Ba(OH)2) (o il suo ottaidrato).
Può anche essere preparato utilizzando una soluzione di acido ossalico e una soluzione di cloruro di bario (BaCl2), con la reazione come segue:
{\displaystyle {\ce {BaCl2\ +\ H2C2O4->BaC2O4\downarrow \ +\ 2HCl}}}